# Denuncia di nuova opera
In diritto urbanistico, la denuncia di nuova opera è l'azione a carattere preventivo che può essere promossa sia per difendere il possesso che per difendere il diritto di proprietà o altro diritto reale, quando la nuova opera non sia ancora terminata.
L'azione è diretta ad ottenere le misure più immediate per evitare danni alla cosa posseduta tramite il procedimento sommario di rigetto o accoglimento della pretesa cautelare. La domanda si propone con ricorso al giudice competente, cioè al tribunale del luogo del fatto denunciato.
| Controllo di autorità | Thesaurus BNCF 28237 |